# 2016年リオデジャネイロパラリンピックの日本選手団
2016年リオデジャネイロパラリンピックの日本選手団（2016ねんリオデジャネイロパラリンピックのにほんせんしゅだん）は、2016年9月7日から9月18日までの日程で開催された2016年リオデジャネイロパラリンピックにおける日本代表選手団及び競技結果。

## 概要
出典：日本パラリンピック委員会公式サイト

### 選手団
- 団長：大槻洋也（日本パラリンピック委員会【JPC】強化委員会委員長）
- 副団長：櫻井誠一（JPC強化委員会）
- 副団長：中森邦男（JPC事務局長）
- 主将：藤本怜央（車椅子バスケットボール）
- 旗手：上地結衣（車いすテニス）

### 公式行事
- 結団式・壮行会

日時：2016年8月2日
場所：ホテルニューオータニ
- 解団式

日時：2016年9月19日
場所：ウインザーオセアニコバッハホテル
- 祝賀御列（パレード）[2]

日時：2016年10月7日
場所：銀座八丁目交差点〜銀座通り口〜日本橋室町・三井不動産本社前（メインルート）

## メダル獲得者
| メダル   | 選手名                                                                                                | 競技                   | 種目                          | 日付（現地） |
| -------- | --- | ---------------------- | ----------------------------- | ------------ |
| 銀メダル | 廣瀬誠                                                                                                | 柔道                   | 男子60kg級                    | 9月 8日      |
| 銀メダル | 木谷隆行 藤井友里子 杉村英孝 廣瀬隆喜                                                                 | ボッチャ               | 混合団体 BC1-2                | 9月12日      |
| 銀メダル | 木村敬一                                                                                              | 水泳                   | 男子50m自由形 S11             | 9月12日      |
| 銀メダル | 佐藤友祈                                                                                              | 陸上競技               | 男子400m T52                  | 9月13日      |
| 銀メダル | 藤田征樹                                                                                              | 自転車                 | ロード男子タイムトライアル C3 | 9月14日      |
| 銀メダル | 鹿沼由理恵                                                                                            | 自転車                 | ロード女子タイムトライアル B  | 9月14日      |
| 銀メダル | 木村敬一                                                                                              | 水泳                   | 男子100mバタフライ S11        | 9月14日      |
| 銀メダル | 佐藤友祈                                                                                              | 陸上競技               | 男子1500m T51/52              | 9月15日      |
| 銀メダル | 山本篤                                                                                                | 陸上競技               | 男子走幅跳 T42                | 9月17日      |
| 銀メダル | 道下美里                                                                                              | 陸上競技               | 女子マラソン T11/12           | 9月18日      |
| 銅メダル | 藤本聰                                                                                                | 柔道                   | 男子66kg級                    | 9月 8日      |
| 銅メダル | 津川拓也                                                                                              | 水泳                   | 男子100m背泳ぎ S14            | 9月 8日      |
| 銅メダル | 廣瀬順子                                                                                              | 柔道                   | 女子57kg級                    | 9月 9日      |
| 銅メダル | 正木健人                                                                                              | 柔道                   | 男子100kg超級                 | 9月10日      |
| 銅メダル | 山本篤 多川知希 芦田創 佐藤圭太                                                                       | 陸上競技               | 男子4×100mリレー T42-47       | 9月12日      |
| 銅メダル | 木村敬一                                                                                              | 水泳                   | 男子100m平泳ぎ SB11           | 9月13日      |
| 銅メダル | 山田拓朗                                                                                              | 水泳                   | 男子50m自由形 S9              | 9月13日      |
| 銅メダル | 上地結衣                                                                                              | 車いすテニス           | 女子シングルス                | 9月14日      |
| 銅メダル | 辻沙絵                                                                                                | 陸上競技               | 女子400m T45/46/47            | 9月14日      |
| 銅メダル | 国枝慎吾 斎田悟司                                                                                     | 車いすテニス           | 男子ダブルス                  | 9月15日      |
| 銅メダル | 木村敬一                                                                                              | 水泳                   | 男子100m自由形 S11            | 9月15日      |
| 銅メダル | 中島啓智                                                                                              | 水泳                   | 男子200m個人メドレー SM14     | 9月17日      |
| 銅メダル | 池透暢 池崎大輔 今井友明 官野一彦 岸光太郎 島川慎一 庄子健 仲里進 乗松聖矢 羽賀理之 山口貴久 若山英史 | ウィルチェアーラグビー | 混合 オープン                 | 9月18日      |
| 銅メダル | 岡村正広                                                                                              | 陸上競技               | 男子マラソン T11/12           | 9月18日      |

| 競技                   |   |    |    | 計 |
| ---------------------- | - | -- | -- | -- |
| 陸上競技               | 0 | 4  | 3  | 7  |
| 水泳                   | 0 | 2  | 5  | 7  |
| 自転車                 | 0 | 2  | 0  | 2  |
| 柔道                   | 0 | 1  | 3  | 4  |
| ボッチャ               | 0 | 1  | 0  | 1  |
| 車いすテニス           | 0 | 0  | 2  | 2  |
| ウィルチェアーラグビー | 0 | 0  | 1  | 1  |
| 計                     | 0 | 10 | 14 | 24 |

## アーチェリー
- 上山友裕 男子リカーブ個人オープン - 7位
- 小野寺公正 男子リカーブ個人オープン - 1回戦敗退
- 平澤奈古 女子コンパウンド個人オープン - 2回戦敗退

## 陸上競技

### 男子
100m
- 山本篤 T42 - 7位 12秒84
- 佐藤圭太 T44 - 予選敗退 11秒77
- 多川知希 T47 - 予選敗退 11秒30
- 上与那原寛和 T52 - 19秒35
- 永尾嘉章 T54 - 8位 14秒71

400m
- 上与那原寛和 T52 - 6位 1分04秒72
- 佐藤友祈 T52 - 2位 58秒88
- 野田昭和 T52 - 予選敗退 1分03秒28
- 松永仁志 T53 - 予選敗退 52秒71
- 永尾嘉章 T54 - 予選敗退 48秒85

800m
- 松永仁志 T53 - 予選敗退 1分44秒67
- 樋口政幸 T54 - 予選敗退 1分38秒77

1500m
- 和田伸也 T11 ガイド：中田崇志/行場竹彦 - 6位 4分15秒62
- 上与那原寛和 T52 - 4位 3分54秒04
- 佐藤友祈 T52 - 2位 3分41秒70
- 野田昭和 T52 - 失格
- 樋口政幸 T54 - 8位 3分02秒05

5000m
- 和田伸也 T11 ガイド：中田崇志/行場竹彦 - 6位 16分02秒97
- 久保恒造 T54 - 予選敗退 10分40秒37
- 樋口政幸 T54 - 4位 11分02秒54

4×100mリレー T42-47 - 3位（芦田、佐藤、多川、山本） 44秒16
- 山本篤 T42
- 佐藤圭太 T44
- 鈴木徹 T44
- 芦田創 T47
- 多川知希 T47

走高跳
- 鈴木徹 T44 - 4位 1m95

走幅跳
- 山口光男 T20 - 10位 5m98
- 山本篤 T42 - 2位 6m62
- 芦田創 T47 - 12位 6m52

砲丸投
- 大井利江 F53 - 7位 6m48

マラソン T12 （視覚障害）
| 順位 | 選手     | ガイド            | 記録          | 備考 |
| ---- | -------- | ----------------- | ------------- | ---- |
| 3    | 岡村正広 | -                 | 2時間33分59秒 |      |
| 4    | 堀越信司 | -                 | 2時間36分50秒 |      |
| 5    | 和田伸也 | 中田崇志/行場竹彦 | 2時間39分52秒 |      |

マラソン T54 （車いす）
| 順位 | 選手       | 記録          | 備考 |
| ---- | ---------- | ------------- | ---- |
| 7    | 洞ノ上浩太 | 1時間30分11秒 |      |
| 11   | 副島正純   | 1時間30分13秒 |      |
| 12   | 山本浩之   | 1時間30分14秒 |      |
| 18   | 久保恒造   | 1時間46分31秒 |      |

### 女子
100m
- 高田千明 T11 ガイド：大森盛一 - 予選敗退 13秒48
- 北浦春香 T34 - 7位 20秒23
- 髙松佑圭 T38 - 予選敗退 14秒33
- 大西瞳 T42 - 8位 17秒51
- 前川楓 T42 - 7位 17秒39
- 髙桑早生 T44 - 8位 13秒65
- 中西麻耶 T44 - 予選敗退 14秒40
- 辻沙絵 T47 - 7位 13秒30
- 木山由加 T52 - 4位 24秒44

200m
- 髙桑早生 T44 - 7位 28秒88
- 辻沙絵 T47 - 7位 27秒97

400m
- 北浦春香 T34 - 6位 1分13秒82
- 髙松佑圭 T38 - 7位 1分11秒64
- 辻沙絵 T47 - 3位 1分00秒62
- 木山由加 T52 - 4位 1分21秒87
- 中山和美 T53 - 予選敗退 59秒45

800m
- 中山和美 T53 - 予選敗退 1分55秒89

1500m
- 蒔田沙弥香 T20 - 6位 4分51秒90
- 山本萌恵子 T20 - 7位 5分01秒99
- 中山和美 T53 - 予選敗退 3分32秒90

走幅跳
- 高田千明 T11 ガイド：大森盛一 - 8位 4m45
- 大西瞳 T42 - 6位 3m58
- 前川楓 T42 - 4位 3m68
- 中西麻耶 T44 - 4位 5m42
- 髙桑早生 T44 - 5位 4m95

マラソン T12 （視覚障害）
| 順位 | 選手       | ガイド              | 記録          | 備考 |
| ---- | ---------- | ------------------- | ------------- | ---- |
| 2    | 道下美里   | 堀内規生/青山由佳   | 3時間06分52秒 |      |
| 5    | 近藤寛子   | 川嶋久一/日野未奈子 | 3時間23分12秒 |      |
|      | 西島美保子 | 溝渕学/鍵修一       | 途中棄権      |      |

マラソン T54 （車いす）
| 順位 | 選手       | 記録          | 備考 |
| ---- | ---------- | ------------- | ---- |
| 4    | 土田和歌子 | 1時間38分45秒 |      |

出典：
- リオ2016パラリンピック競技大会 出場選手種目一覧（PDF） - 日本パラ陸上競技連盟
- リオパラリンピック参加競技日程 - 日本盲人マラソン協会

## ボッチャ
- 木谷隆行 BC1
- 杉村英孝 BC2
  - 個人 - 5位
- 高橋和樹 BC3 大西遼馬
  - 個人 - 1次リーグ敗退
- 廣瀬隆喜 BC2
  - 個人 - 7位
- 藤井友里子 BC1 辻桂子
  - 個人 - 1次リーグ敗退
- 混合団体（木谷、杉村、廣瀬、藤井）- 2位

## カヌー
- 瀬立モニカ KL1
  - 女子スプリント・カヤックシングル200m - 8位 1分09秒193

## 自転車
- 石井雅史 MC4
  - トラック男子1000mタイムトライアル C4-5 - 6位 1分07秒437
  - トラック男子4000m個人追い抜き C4 - 予選敗退 4分59秒224
  - 男子ロードレース C4、5 - 途中棄権
  - ロード男子タイムトライアル C4 - 11位 42分06秒80
- 川本翔大 MC2
  - トラック男子1000mタイムトライアル C1-3 - 13位 1分13秒802
  - トラック男子3000m個人追い抜き C2 - 予選敗退 4分06秒831
  - 男子ロードレース C1〜3 - 31位 2時間26分46秒
  - ロード男子タイムトライアル C2 - 13位 32分25秒97
- 藤田征樹 MC3
  - トラック男子1000mタイムトライアル C1-3 - 11位 1分13秒180
  - トラック男子3000m個人追い抜き C3 - 予選敗退 3分39秒142
  - 男子ロードレース C1-3 - 13位 1時間51分48秒
  - ロード男子タイムトライアル C3 - 2位 39分30秒41
- 鹿沼由理恵 WB2 田中まい
  - トラック女子1000mタイムトライアル B - 5位 1分11秒075
  - トラック女子3000m個人追い抜き B - 予選敗退 3分34秒892
  - 女子ロードレース B - 10位 2時間07分23秒
  - ロード女子タイムトライアル B - 2位 39分32秒92
- トラック混合チームスプリント（川本、藤田、石井）- 予選敗退 降格

## 馬術
- 宮路満英 グレード1b
  - 個人規定 - 11位

## ゴールボール
- 女子 - 5位
  - 安達阿記子 B2
  - 浦田理恵 B1
  - 欠端瑛子 B3
  - 小宮正江 B1
  - 天摩由貴 B1
  - 若杉遥 B1

## 柔道
男子
- 北薗新光 73kg級 - 5位
- 廣瀬悠 90kg級 - 1回戦敗退
- 廣瀬誠 60kg級 - 2位
- 藤本聰 66kg級 - 3位
- 正木健人 100kg超級 - 3位

女子
- 石井亜弧 52kg級 - 7位
- 半谷静香 48Kg級 - 5位
- 廣瀬順子 57kg級 - 3位
- 米田真由美 63kg級 - 7位

## パワーリフティング
- 大堂秀樹 88kg級 - 8位 160kg
- 西崎哲男 54kg級 - 記録なし
- 三浦浩 49kg級 - 5位 126kg

## ボート
- 駒崎茂 TAクラス S
- 有吉利枝 TAクラス B
- 混合ダブルスカル（駒崎、有吉）- 12位

## 射撃
- 瀬賀亜希子 SH2
  - エアライフル伏射 - 20位

## 水泳

### 男子
- 小山恭輔 S6/SB6/SM6
  - 50m自由形 S6 - 予選敗退 33秒99
  - 50mバタフライ S6 - 5位 31秒98
- 木村敬一 S11/SB11/SM11
  - 50m自由形 S11 - 2位 26秒52
  - 100m自由形 S11 - 3位 59秒63
  - 100m平泳ぎ SB11 - 3位 1分12秒88
  - 100mバタフライ S11 - 2位 1分02秒43
  - 200m個人メドレー SM11 - 4位 2分28秒76
- 坂倉航季 S14/SB14/SM14
  - 200m自由形 S14 - 予選敗退 2分01秒44
- 鈴木孝幸 S5/SB3/SM4
  - 100m自由形 S5 - 予選敗退 - 1分24秒76
  - 200m自由形 S5 - 予選敗退 - 2分58秒74
  - 50m平泳ぎ SB3 - 4位 49秒96
  - 150m個人メドレー SM4 - 4位 2分38秒71
- 田中康大 S14/SB14/SM14
  - 100m平泳ぎ SB14 - 4位 1分07秒82
  - 200m個人メドレー SM14 - 予選敗退 2分20秒41
- 津川拓也 S14/SB14/SM14
  - 100m背泳ぎ S14 - 3位 1分03秒42
  - 200m個人メドレー SM14 - 5位 2分18秒03
- 山田拓朗 S9/SB8/SM9
  - 50m自由形 S9 - 3位　26秒00
  - 100m自由形 S9 - 8位 57秒69
  - 400m自由形 S9 - 予選敗退 4分37秒28
  - 100mバタフライ S9 - 予選敗退 1分06秒07
- 中島啓智 S14/SB14/SM14
  - 200m自由形 S14 - 6位 2分00秒61
  - 200m個人メドレー SM14 - 3位 2分15秒46
- 中村智太郎 S6/SB7/SM6
  - 100m平泳ぎ SB7 - 7位 1分23秒46
- 林田泰河 S14/SB14/SM14
  - 100m平泳ぎ SB14 - 7位 1分11秒26
- 廣田真一 S14/SB14/SM14
  - 100m平泳ぎ SB14 - 予選敗退 1分11秒92
- 宮崎哲 S14/SB14/SM14
  - 200m自由形 S14 - 予選敗退 2分01秒39

### 女子
- 生長奈緒美 S11/SB11/SM11
  - 50m自由形 S11 - 予選敗退 35秒43
  - 100m自由形 S11 - 予選敗退 1分20秒85
  - 100m背泳ぎ S11 - 予選敗退 1分35秒66
- 池愛里 S10/SB9/SM10
  - 50m自由形 S10 - 予選敗退 31秒04
  - 100m自由形 S10 - 予選敗退 1分06秒30
  - 100m背泳ぎ S10 - 予選敗退 1分15秒33
  - 100m平泳ぎ SB9 - 予選敗退 1分27秒47
  - 100mバタフライ S10 - 予選敗退 1分13秒81
- 一ノ瀬メイ S9/SB9/SM9
  - 50m自由形 S9 - 予選敗退 31秒22
  - 100m自由形 S9 - 予選敗退 1分08秒77
  - 100m背泳ぎ S9 - 予選敗退 1分20秒76
  - 100m平泳ぎ SB9 - 予選敗退 1分27秒15
  - 100mバタフライ S9 - 予選敗退 1分15秒63
  - 200m個人メドレー SM9 - 予選敗退 2分44秒33
- 小野智華子 S11/SB11/SM11
  - 50m自由形 S11 - 予選敗退 36秒71
  - 100m自由形 S11 - 予選敗退 1分16秒45
  - 400m自由形 S11 - 予選敗退 5分57秒78
  - 100m背泳ぎ S11 - 8位 1分25秒40
- 笠本明里 S13/SB13/SM13
  - 50m自由形 S13 - 予選敗退 31秒86
  - 100m背泳ぎ S13 - 予選敗退 1分17秒98
  - 200m個人メドレー SM13 - 予選敗退 2分56秒20
- 成田真由美 S5/SB4/SM5
  - 50m自由形 S5 - 5位 39秒23
  - 100m自由形 S5 - 7位 1分26秒39
  - 50m背泳ぎ S5 - 5位 47秒63
  - 100m平泳ぎ SB4 - 予選敗退 2分11秒33
- 森下友紀 S9/SB9/SM9
  - 50m自由形 S9 - 予選敗退 32秒03
  - 100m自由形 S9 - 予選敗退 1分08秒38
  - 400m自由形 S9 - 予選敗退 5分28秒86
  - 100mバタフライ S9 - 予選敗退 1分11秒72
  - 200m個人メドレー SM9 - 予選敗退 2分48秒15
- 4×100mリレー（池、森下、成田、一ノ瀬） - 6位 4分48秒27
- 4×100mメドレーリレー（池、一ノ瀬、森下、成田） - 7位 5分21秒68

## 卓球
男子シングルス
- 岩渕幸洋 TT9 - 1次リーグ敗退
- 竹守彪 TT11 - 1次リーグ敗退
- 吉田信一 TT3 - 1次リーグ敗退

女子シングルス
- 伊藤槙紀 TT11 - 1次リーグ敗退
- 別所キミヱ TT5 - 5位

## トライアスロン
男子
- 木村潤平 PT1 - 10位 1時間13分42秒
- 佐藤圭一 PT4 - 11位 1時間09分13秒

女子
- 秦由加子 PT2 - 6位 1時間33分21秒
- 山田敦子 PT5 - 9位 1時間22分46秒

## 車椅子バスケットボール
- 男子 - 9位
  - 石川丈則 1.5
  - 香西宏昭 3.5
  - 千脇貢 2.5
  - 鳥海連志 2.0
  - 土子大輔 4.0
  - 豊島英 2.0
  - 永田裕幸 2.0
  - 藤井新悟 1.5
  - 藤澤潔 2.0
  - 藤本怜央 4.5
  - 宮島徹也 4.0
  - 村上直広 4.0

## ウィルチェアーラグビー
- 混合 - 3位
  - 池透暢 3.0
  - 池崎大輔 3.0
  - 今井友明 1.0
  - 官野一彦 2.0
  - 岸光太郎 0.5
  - 島川慎一 3.0
  - 庄子健 2.0
  - 仲里進 2.5
  - 乗松聖矢 1.5
  - 羽賀理之 2.0
  - 山口貴久 1.0
  - 若山英史 1.0

## 車いすテニス
男子シングルス
- 国枝慎吾 - 5位
- 齋田悟司 - 2回戦敗退
- 眞田卓 - 3回戦敗退
- 三木拓也 - 5位

男子ダブルス
- 国枝慎吾、齋田悟司 - 3位
- 三木拓也、眞田卓 - 4位

女子シングルス
- 上地結衣 - 3位
- 堂森佳南子 - 1回戦敗退
- 二條実穂 - 1回戦敗退

女子ダブルス
- 上地結衣、二條実穂 - 4位

クァードシングルス
- 川野将太 - 1回戦敗退
- 諸石光照 - 5位

クァードダブルス
- 川野将太、諸石光照 - 5位